# Widawa (gromada w powiecie łaskim)
Widawa – dawna gromada, czyli najmniejsza jednostka podziału terytorialnego Polskiej Rzeczypospolitej Ludowej w latach 1954–1972.
Gromady, z gromadzkimi radami narodowymi (GRN) jako organami władzy najniższego stopnia na wsi, funkcjonowały od reformy reorganizującej administrację wiejską przeprowadzonej jesienią 1954 do momentu ich zniesienia z dniem 1 stycznia 1973, tym samym wypierając organizację gminną w latach 1954–1972.
Gromadę Widawa siedzibą GRN w Widawie utworzono – jako jedną z 8759 gromad na obszarze Polski – w powiecie łaskim w woj. łódzkim, na mocy uchwały nr 31/54 WRN w Łodzi z dnia 4 października 1954. W skład jednostki weszły obszary dotychczasowych gromad Podgórze, Świerczów i Widawa osada ze zniesionej gminy Widawa oraz Rogóźno ze zniesionej gminy Chociw w tymże powiecie. Dla gromady ustalono 20 członków gromadzkiej rady narodowej.
1 stycznia 1958 do gromady Widawa przyłączono obszar zniesionej gromady Wola Kleszczowa.
1 stycznia 1959 do gromady Widawa przyłączono wieś i parcelację Korzeń ze zniesionej gromady Rembieszów oraz wieś Dąbrowa Widawska, kolonię Żabieniec, kolonię Dębina, kolonię Dębina Duża, kolonię Dębina Średnia, kolonię Łazisko, wieś Izydorów i kolonię Witoldów ze zniesionej gromady Dąbrowa Widawska.
31 grudnia 1959 do gromady Widawa przyłączono wieś, kolonię i parcelę Kalinowa, wieś i PGR Ligota, wieś Górki Grabińskie oraz kolonie Górki Grabińskie I i II ze zniesionej gromady Podule.
Gromada przetrwała do końca 1972 roku, czyli do kolejnej reformy gminnej. 1 stycznia 1973 reaktywowano gminę Widawa.